# Jacek Maciejewski
Jacek Adam Maciejewski (ur. 1962) – polski historyk, mediewista, profesor nauk humanistycznych, profesor Uniwersytetu Kazimierza Wielkiego.
Studia historyczne na Uniwersytecie Mikołaja Kopernika w Toruniu ukończył w 1986 r. Doktorat uzyskał w 1995 na Wydziale Humanistycznym Wyższej Szkoły Pedagogicznej w Bydgoszczy na podstawie rozprawy pt. „Działalność kościelna Gerwarda z Ostrowa, biskupa włocławskiego w latach 1300–1323”, przygotowanej pod kierunkiem prof. Maksymiliana Grzegorza. W 2004 r. tenże wydział nadał mu stopień doktora habilitowanego na podstawie pracy pt. „Episkopat polski doby dzielnicowej 1180–1320”. Tytuł profesora nauk humanistycznych otrzymał w 2015 r.
Specjalizuje się w prozopografii, dziejach Kościoła Katolickiego w średniowiecznej Polsce, zagadnieniu przemocy jako środka komunikacji społecznej w społeczeństwie średniowiecznym, a także postaci Kazimierza Wielkiego i jego państwie. Pełnił funkcje dyrektora Instytutu Historii i Stosunków Międzynarodowych Uniwersytetu Kazimierza Wielkiego oraz kierownika Zakładu Historii Średniowiecznej w tym instytucie. Jest członkiem stowarzyszenia EPISCOPUS.

## Publikacje monograficzne
- Działalność kościelna Gerwarda z Ostrowa, biskupa włocławskiego w latach 1300–1323 (1996)
- Episkopat polski doby dzielnicowej 1180–1320 (2003)
- Adventus episcopi : pozaliturgiczne aspekty inauguracji władzy biskupiej w Polsce średniowiecznej na tle europejskim (2013)